# 贝茨河畔巴佐什
贝茨河畔巴佐什（法語：Bazoches-sur-le-Betz）是法国卢瓦雷省的一个市镇，位于该省东北部，属于蒙塔基区。该市镇总面积15.38平方公里，2009年时的人口为934人。

## 人口
贝茨河畔巴佐什人口变化图示